# Pokrzywniaczka

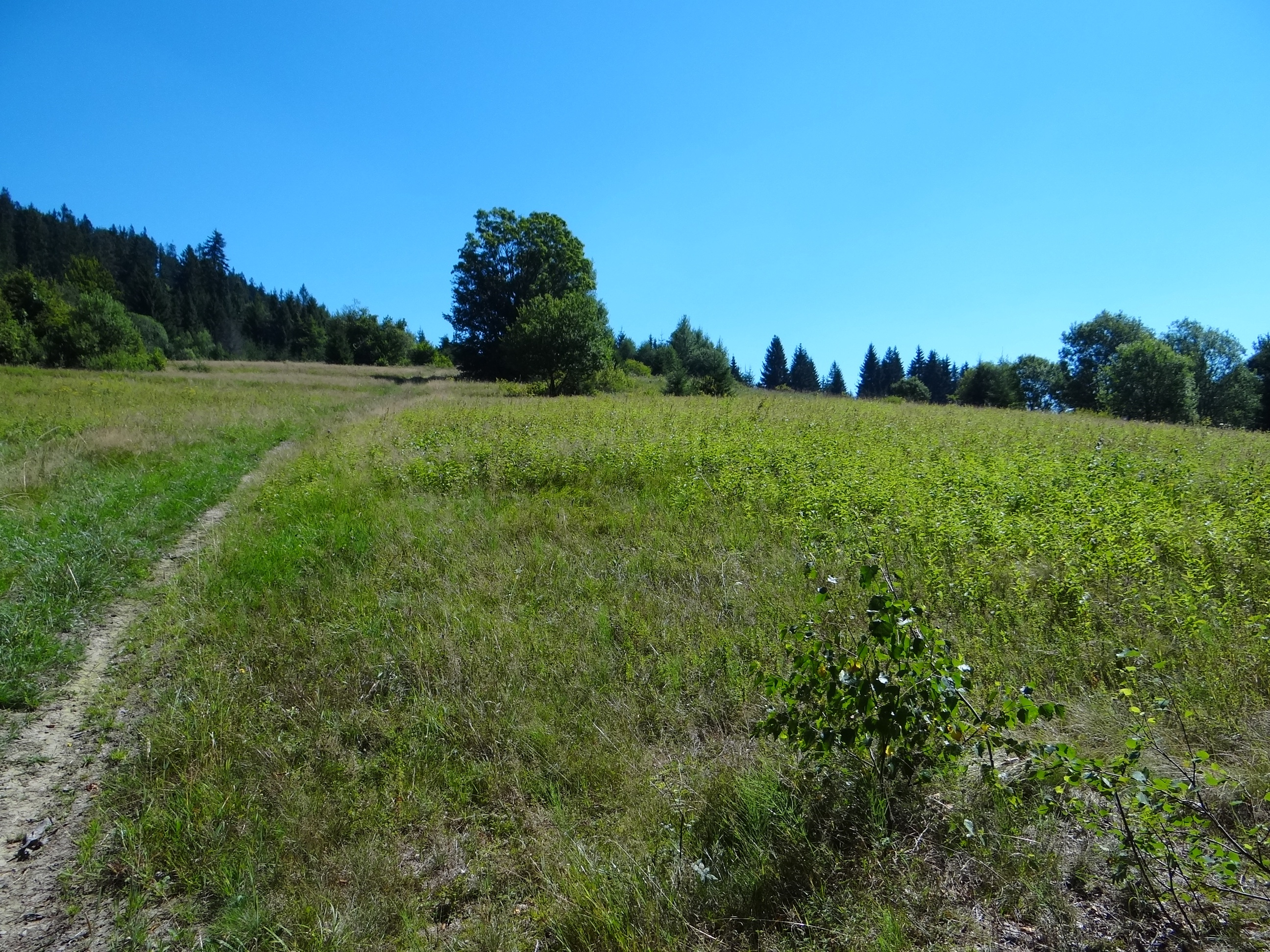
Polana Pokrzywnianka

Pokrzywniaczka, polana Pokrzywniczka lub Głochówka – polana w Beskidzie Żywiecko-Orawskim w miejscowości Glinka w województwie śląskim, w powiecie żywieckim, w gminie Ujsoły. Położona jest na wysokości około 720–780 m n.p.m., na południowo-zachodnich stokach góry Jaworzyna (1045 m), po lewej stronie (w kierunku jazdy) drogi z Glinki na przełęcz Glinka. Nazwa polana wskazuje, że była koszona, w Karpatach bowiem (i to zarówno w polskich, jak i słowackich) niekoszone, lecz tylko wypasane polany nazywano halami, nazwę polana używano do polan koszonych. Obecnie już nie jest użytkowana i stopniowo zarasta lasem. Dawniej niemal cały stok Jaworzyny był bezleśny, na zdjęciach lotniczych mapy Geoportalu widoczne są zarastające lasem polany i halizny. Oprócz Pokrzywnianki podpisane są jeszcze polany: Dolna Wyrobniówka, Górna Wyrobniówka i Piekiełko. Obecnie oprócz Pokrzywnianki istnieje jeszcze tylko polana Piekiełko, znajdująca się niżej, nieco powyżej zabudowań Glinki.